# هيدي إبستين
هيدي إبستين  (بالألمانية: Hedy Epstein)‏ ‏(15 أغسطس 1924 - 26 مايو 2016) ناشطة سياسية أمريكية يهودية من أصل ألماني كانت تعرف بمواقفها المؤيدة للقضية الفلسطينية عن طريق مشاركتها في حركة التضامن العالمية. ولدت لعائلة يهودية في مدينة فرايبورغ، وتم إنقاذها من ألمانيا النازية عبر عملية نقل الأطفال ‏ في العام 1939. هاجرت إلى الولايات المتحدة في العام 1948، وقطنت في مدينة سانت لويس في ولاية ميزوري لعدة سنوات.

## حياتها
ولدت إبستين باسم «هيدي فاخنهايمر» لعائلة يهودية في فرايبورغ، وفي العام 1939 فرت من الاضطهاد النازي عبر نقل الأطفال إلى إنجلترا. قتل جميع أفراد عائلتها ما عدا اثنين في معسكر أوشفيتز بيركينو أثناء الهولوكوست. عملت أثناء الحرب العالمية الثانية في مصانع ذخائر وانضمت إلى مجموعة يسارية مكونة من لاجئين يهود ألمان كانت تأمل في استعادة الديمقراطية في وطنهم، والتي اعتبرتها إبستين أساسا لتعليمها السياسي.  تمت مقابلتها عن تجربتها في فيلم «بين أيدي الغرباء: قصص عن نقل الأطفال».
بعد الحرب، عملت إبستين مع قوات احتلال الحلفاء لألمانيا، ومن ضمن عملها كان محاكمة الأطباء في نورمبرغ. في العام 1948، هاجرت إلى نيويورك، ومن ثم انتقلت إلى منيابولس، وبعدها إلى سانت لويس. في سانت لويس، أصبحت ناشطة تطالب بالسكن بأسعار معقولة، وفي حركة حرية الاختيار، وحركة مناهضة الحرب.  في عام 1982، أثرت فيها مجزرة صبرا وشاتيلا التي ارتكبها حزب الكتائب اللبنانية بمساعدة الجيش الإسرائيلي أثناء اجتياح لبنان. بدأت إبستين بعدها تغير نظرتها للصراع العربي الإسرائيلي، وصارت تناهض سياسات إسرائيل العسكرية. في 2001، أسست فرعا في سانت لويس لمنظمة نساء بالأسود، وهي منظمة مناهضة للحرب، وبالأخص الاحتلال الإسرائيلي. قامت بزيارة الضفة الغربية عام 2003 لتعمل مع حركة التضامن العالمية، وكانت تعود سنويا. في مقابلة مع مجلة كاونتر بانش، قالت إنها تعرضت للتعرية والتفتيش الجسدي عام 2004 في مطار بن غوريون الدولي.

## نشاطها السياسي
في أغسطس 2008، كانت إبستين تنوي التوجه إلى غزة لكسر الحصار البحري مع حركة غزة الحرة، إلا أنها اضطرت لإلغاء السفر نظرا لوضعها الصحي.
في ديسمبر 2009، سافرت إلى القاهرة للمشاركة بمسيرة حرية غزة اعتراضا على حصار غزة. بعد إغلاق مصر للحدود البرية مع قطاع غزة، شاركت إبستين مع نحو 1300 ناشط إجنبي في تظاهرات يومية لمدة أسبوع في القاهرة.
في 2010، استقلت إحدى السفن المتجهة إلى غزة المحملة بمساعدات إنسانية، لكنها قررت في قبرص عدم الذهاب.
كما أنها نوت المشاركة بالقافلة البحرية عام 2011.
ساندت إبستين حركة حيوات السود مهمة ‏ وتم اعتقالها في 18 أغسطس 2014 في سانت لويس لعدم انصياعها لأوامر فض اعتصام ضد مقتل مايكل براون وتصرفات شرطية أخرى.

## وفاتها
توفيت هيدي إبستين في بيتها في مدينة سانت لويس في 26 مايو 2016 إثر مرض شديد.

## وصلات خارجية
- الصفحة الخاصة لهيدي إبستين (بالإنجليزية)
- هيدي إبستين على موقع IMDb (الإنجليزية)